# اما ویلیامز (ژیمناست)
اما ویلیامز (ژیمناست) (به انگلیسی: Emma Williams (gymnast)) ژیمناست زادهٔ ۹ ژوئیهٔ ۱۹۸۳ میلادی اهل کشور بریتانیا است.